# Petar Kočić
Petar Kočić (în sârbă Петар Кочић; n. 29 iunie 1877, Stričići⁠(d), vilayetul Bosniei, Imperiul Otoman – d. 27 august 1916, Belgrad, Austro-Ungaria) a fost un scriitor, dramaturg, publicist și satiric sârb și bosniac, unul dintre principalii exponenți ai literaturii sârbe⁠(d) de la începutul secolului al XX-lea.

## Biografie
Și-a început studiile de slavistică la Universitatea din Viena, urmând apoi o carieră pedagogică ca profesor de liceu în Skopje. După o perioadă de viață în Sarajevo, în ultimii ani de viață și-a stabilit reședința definitivă la Belgrad. 
Implicat activ în politică, a fost un radical care s-a opus ocupației austro-ungare a Bosniei și anexării Bosniei și Herțegovinei. Din cauza convingerilor sale, a fost arestat de două ori, în 1907 și 1909, de autoritățile austro-ungare sub acuzații de activism antiaustriac. În 1910 a fost ales deputat în Parlamentul Bosniei.
A fost înmormântat la Cimitirul Nou din Belgrad.

## Operă

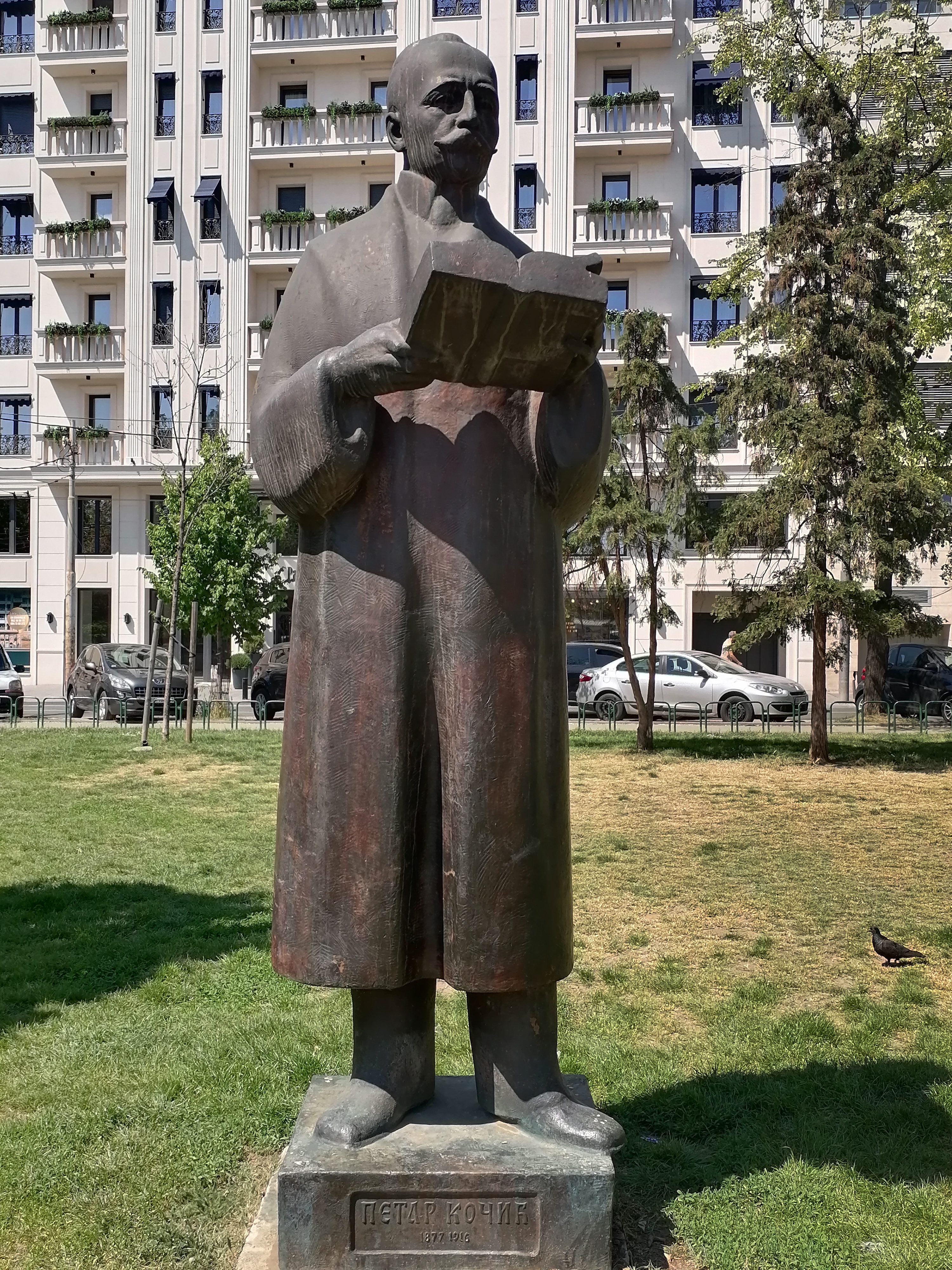
Statuia lui Petar Kočić la Belgrad

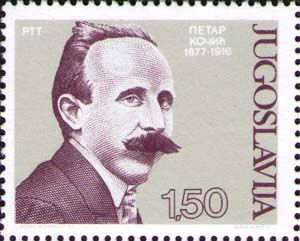
Marcă poștală a Iugoslaviei, 1977

Petar Kočić este recunoscut drept unul dintre cei mai importanți prozatori și satirici ai literaturii sârbe. Printre operele sale se numără volumele de povestiri S gor i iz predgorij (Din munți și premunți, 1902–1905) și Jauci sa Zmijanja (Tânguirile din Zmijanje, 1910), piesa satirică Jazavac pred sudom (Bursucul în fața justiției, 1904) și nuvela satirică „Sudbište” („Destin”, 1912).
Scrierile sale reflectă drama țăranilor bosniaci, asupriți de jugul otoman, exploatarea feudală și represiunea autorităților austro-ungare. Prin abordarea realistă, Kočić a captat viața și destinul personajelor într-un stil vibrant, păstrând elemente ale graiului popular și utilizând satira ca armă împotriva abuzurilor regimului habsburgic.
Opera sa cea mai emblematică, piesa satirică Jazavac pred sudom, a fost una dintre cele mai populare opere dramatice ale epocii sale.

## Recunoaștere
Petar Kočić rămâne o figură venerată în Serbia și Bosnia și Herțegovina:
- În mai multe orașe din Serbia și Bosnia și Herțegovina au fost ridicate monumente în onoarea sa.
- Imaginea sa a fost imprimată pe toate bancnotele dinarului Republicii Srpska din 1993 și pe bancnota de 100 de marci convertibile a Bosniei și Herțegovinei din 1998.
- În 1977, Poșta Iugoslaviei a emis o marcă poștală cu ocazia centenarului nașterii sale.
- Premiile literare „Kočićevo pero” („Pana lui Kočić”) și „Kočićeva knjiga” („Cartea lui Kočić”) au fost instituite în semn de omagiu.
- Între 1980 și 1999, Biblioteca Națională și Universitară a Republicii Srpska a purtat numele său.

## Lucrări (selecție_
- Sabrana djela (Opere complete), 3 volume, 1967.